# Frode Larsen (1949)
Frode Larsen (Bergen, 16 giugno 1949 – Bergen, 20 giugno 2017) è stato un calciatore norvegese, di ruolo attaccante.

## Carriera

### Club
Larsen vestì la maglia del Brann dal 1967 al 1979.

### Nazionale
Conta 7 presenze per la Norvegia. Esordì il 18 giugno 1975, in occasione del pareggio per 1-1 contro la Finlandia.